# Ancy-le-Libre
Ancy-le-Libre ist eine französische Gemeinde mit 141 Einwohnern (Stand: 1. Januar 2022) im Département Yonne in der Region Bourgogne-Franche-Comté; sie gehört zum Arrondissement Avallon und zum Kanton Tonnerrois (bis 2015: Kanton Ancy-le-Franc).

## Geographie
Ancy-le-Libre liegt etwa 41 Kilometer ostsüdöstlich von Auxerre am Canal de Bourgogne. Umgeben wird Ancy-le-Libre von den Nachbargemeinden Argentenay und Tanlay im Norden und Nordwesten, Pimelles im Norden und Nordosten, Gland im Osten, Ancy-le-Franc im Süden und Osten, Pacy-sur-Armançon im Südwesten sowie Lézinnes im Nordwesten.

## Bevölkerungsentwicklung
| Jahr                      | 1962 | 1968 | 1975 | 1982 | 1990 | 1999 | 2006 | 2013 |
| Einwohner                 | 235  | 231  | 195  | 187  | 198  | 175  | 175  | 183  |
| Quelle: Cassini und INSEE |      |      |      |      |      |      |      |      |

## Sehenswürdigkeiten
- Kirche Saint-Maixent, Monument historique seit 1994

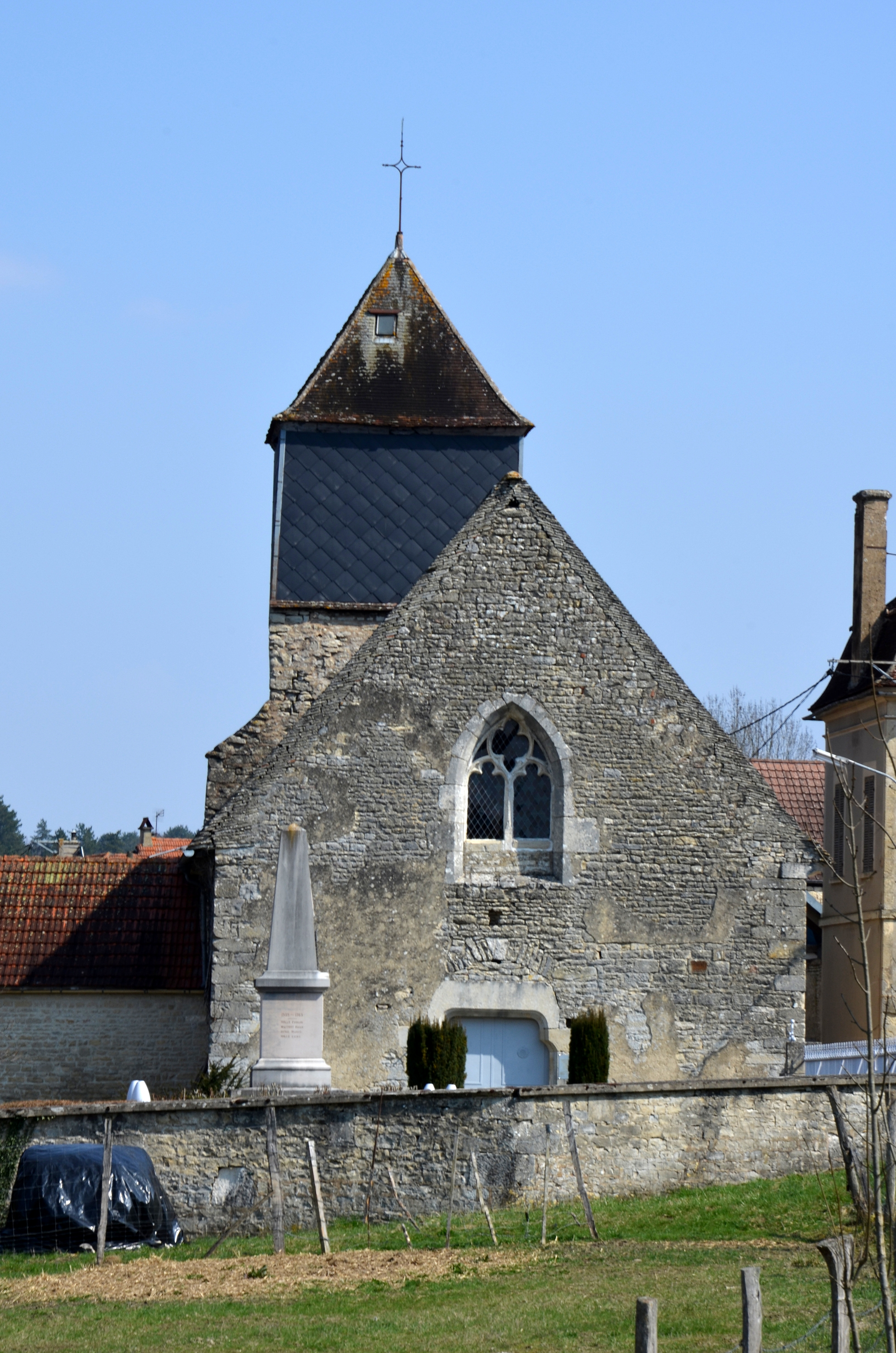
Kirche Saint-Maixent